# Centre hospitalier universitaire de Treichville
Le Centre hospitalier universitaire de Treichville, est une formation sanitaire ivoirienne créée en 1938 pour être un hôpital annexe de l'Hôpital central du Plateau à Abidjan. L'établissement acquiert le statut de centre hospitalier universitaire (CHU) en 1976. D'aspect pavillonnaire, il est bâti sur un espace de 42 hectares et a une capacité de 658 lits.

## Historique
Le CHU de Treichville a ouvert ses portes en 1938 en tant qu’hôpital annexe à l’hôpital central du Plateau, premier hôpital de Côte d’Ivoire. Il acquiert son autonomie financière et administrative par rapport à l’hôpital central en 1953. Avec l’ouverture d’une école de médecine, il devient le Centre Hospitalier Universitaire Provisoire d’Abidjan en 1966. Et en 1970 avec la création du Centre Hospitalier et Universitaire de Cocody et la faculté de médecine d’Abidjan, il devient le Centre Hospitalier et Universitaire d’Abidjan.
Le CHU de Treichville est un établissement à caractère industriel et commercial (EPIC) depuis 1984. Il est soumis à deux tutelles :
- La tutelle administrative et technique du Ministre chargé de la Santé Publique ;
- La tutelle économique et financière du Ministre chargé de l’Economie et des Finances[1],[3].

## Organisation
Le CHU de Treichville se compose d’organes suivants :
- La Commission consultative de Gestion ;
- La direction ;
- Les organes techniques[3].

### La Commission consultative de Gestion
Elle comprend :
- le ministre de la Santé et de la Protection sociale (qui fait office de président) ou son représentant ;
- le ministre chargé de l’Economie et des Finances ou son représentant ;
- le ministre de l’Intérieur et de la Sécurité ou son représentant ;
- le ministre de l’Education nationale ou son représentant ;
- le ministre de la Recherche scientifique et de l’Enseignement professionnel et technique ou son représentant ;
- le ministre de l’Emploi et de la Fonction publique ou son représentant ;
- le représentant du Comité des Assureurs ;
- et le directeur de la Mutuelle générale des Fonctionnaires et Agents de l’Etat ou son représentant[3].

### La direction
C’est par décret en Conseil des ministres qu’est nommé le directeur du Centre Hospitalier et Universitaire de Treichville, sur proposition conjointe des ministres membres de la Commission consultative de Gestion. Il assure la direction de l’Administration centrale et est aidé dans sa tâche par les sous-directions et services suivants :
- La sous-direction de la Gestion administrative et financière ;
- La sous-direction de la Maintenance et de la Gestion du Patrimoine;
- La sous-direction des Soins infirmiers et obstétricaux ;
- La sous-direction du Contrôle et de l’Evaluation ;
- Les Services médico-techniques ;
- Les services des Soins[3].

### Les organes techniques
Les organes techniques du CHU de Treichville sont les suivants : 
- une Commission médicale consultative,
- un Comité d’Hygiène et de Sécurité,
- un Comité de Médicament[3].

## Fonctionnement
Les attributions, l’organisation et le fonctionnement du CHU sont déterminés par le décret N° 84-763 du 06 juin 1984,. 

### Missions
Le Centre Hospitalier et Universitaire de Treichville est un service public de santé qui a pour missions de :
- Assurer des soins d’urgence, des examens de diagnostic, des consultations et traitements, ainsi que l’hospitalisation éventuelle des malades ;
- Participer aux actions de médecine préventive ;
- Participer à l’enseignement universitaire médical, pharmaceutique et odontologique, à la formation paramédicale et à la recherche[3].

### Ressources

#### Ressources humaines
Avec un total de plus de 1000 personnes qui y travaillent, le CHU de Treichville comprend plusieurs types de personnels répartis comme suit : personnel médical (285), personnel para médical (609),  personnel administratif (99), agents d’hygiène (31) et journaliers (2). Aussi, le Centre fonctionne en collaborant avec 246 agents prestataires. 

#### Ressources matérielles
Le Centre Hospitalier de Treichville dispose de 101 bâtiments et des équipements suivants : un parc auto de 15 véhicules dont 05 ambulances, 14 blocs opératoires (dont 07 fermés), un scanner de 64 barrettes, 07 postes de radio os-poumon, une table télécommandée et des échographes. On y trouve également de nouveaux équipements pour l’anatomie pathologie, pour le bloc opératoire de chirurgie et pour le service de réanimation. Les bureaux du CHU sont équipés de 419 climatiseurs split, 187 climatiseurs fenêtres et 22 climatiseurs centraux, dont des chambres froides. L’établissement dispose aussi de 9 postes de transformateur. 

### Services
Le Centre offre des Services médico-techniques et des Services de Soins. Au nombre de 32 et placés sous l’autorité du directeur du CHU, ces services peuvent être complétés par des unités de soins spécifiques autonomes ou rattachés à d’autres services.
Les Services médico-techniques comprennent le laboratoire Anatomie-Pathologie et Cytologie ; la Radiologie ; le laboratoire central ; le Centre intégré de Diagnostic et de Soins intensifs (C.I.D.-S.I) ; la pharmacie et la Pharmacologie clinique.
Les services de Soins sont constitués du service d’Accueil et des Urgences ; du service d’Anesthésie-Réanimation ; du service de Médecine générale ; du service de Pneumophtisiologie (P.P.H.) ; du service de Neuro-Psychiatrie, du service de Chirurgie pédiatrique ; du service de Chirurgie orthopédique et traumatologique ; du service d’Oto-Rhino-Laryngologie(O.R.L) ; du service de Dermatologie ; du service de Stomatologie ; des services de Chirurgie I, II et III ; du service de Gynécologie-Obstétrique ; du service de Pédiatrie ; du service d’Ontologie ; de l’institut des Maladies infectieuses et tropicales, ainsi que du Centre National de Reference de l’Unité en Soins Mère Kangourou.

### Régime financier et comptable
Conformément aux règles régissant la comptabilité des établissements publics nationaux, les recettes et les dépenses du Centre Hospitalier et Universitaire de Treichville sont prévus et évaluées dans son budget annuel. Les recettes émanent de subventions de l’Etat, de Subventions d’organismes publics ou privés, nationaux ou internationaux ; de dons et legs ; de produits de cessions de travaux et prestations ; des revenus éventuels de ses biens, fonds et valeurs ; de produits des biens meubles et immeubles, aliénés dans les conditions fixés par les textes en vigueur ; ainsi que de produits des emprunts dans les conditions fixées par décret. Quant aux dépenses, elles comprennent celles liées au fonctionnement du CHU et les investissements.
Déposés au Trésor ou à la Caisse autonome d’Amortissement (C.A.A.), les fonds du CHU de Treichville sont des deniers publics.